# Zhejiang Jonway Automobile
Zhejiang Jonway Automobile Co. Ltd. er en bilfabrikant fra Kina, som tilhører Jonway Group.

## Historie
Firmaet med base i Taizhou startede med at producere biler i maj 2003 under varemærket Jonway. Fabrikken har en årlig produktionskapacitet på 30.000 biler.

## Bilmodeller
Firmaet producerer SUV'er på basis af Toyota RAV4 i tre- og femdørs udgaver. En af modellerne hedder A 380.